# 이발디의 아들들

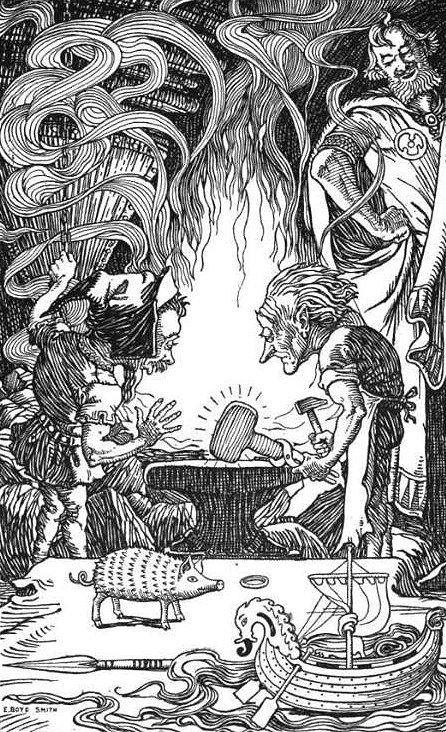

노르드 신화에서 이발디의 아들들(Sons of Ivaldi)은 궁니르 등 훌륭한 도구를 만든 드웨르그들이다.